# Pim Mulier

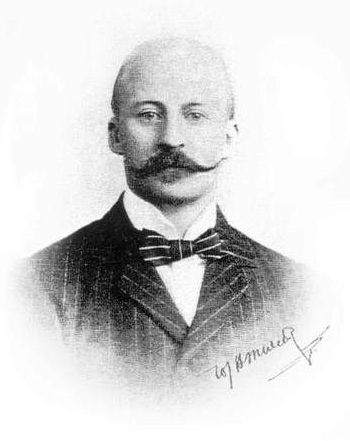
Pim Mulier

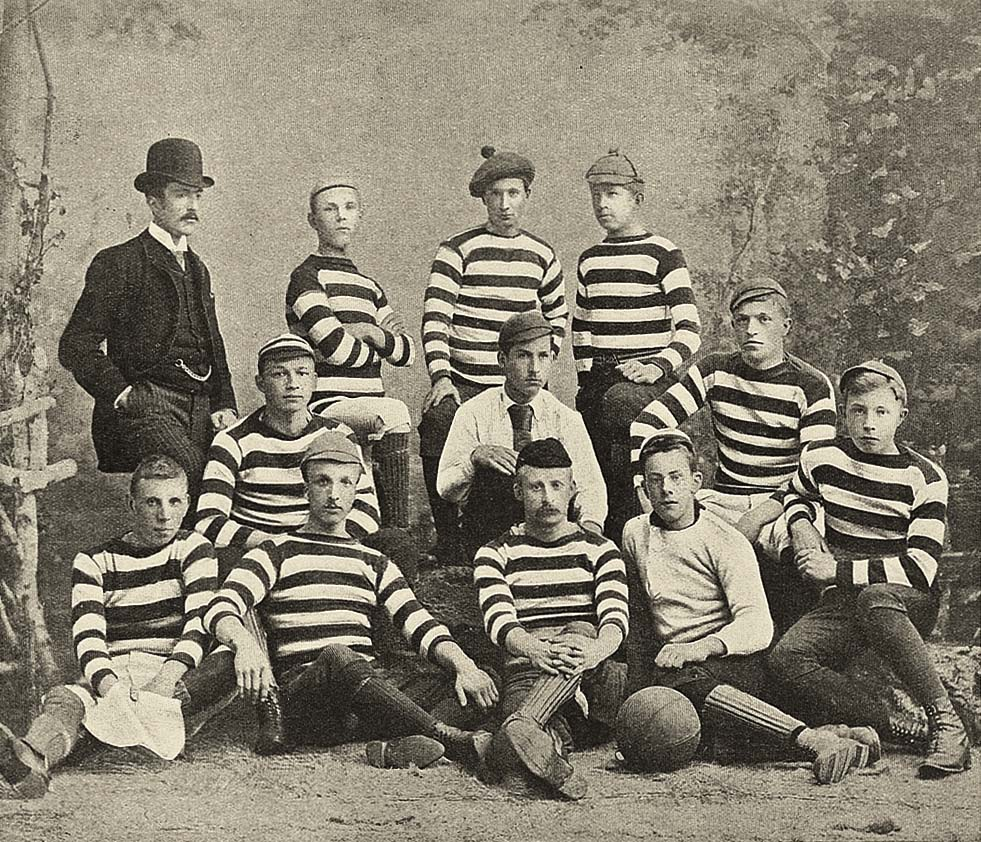
Teamfoto des Koninklijke HFC von 1887, mit Mulier (vorne, schwarze Kappe)

Willem Johan Herman „Pim“ Mulier (* 10. März 1865 in Witmarsum; † 12. April 1954 in Den Haag) war ein niederländischer Sportfunktionär und Journalist. Er gilt als einer der Gründerväter des modernen niederländischen Sports.

## Biographie

### Engagement im Sport
Pim Mulier entstammte einer gutsituierten angesehenen Familie in Friesland; sein Vater war der letzte grietman (eine Art Friedensrichter) und ab 1850 Bürgermeister von Wonseradeel. Die Vorfahren der Familie stammten aus Frankreich, weshalb Mulier selbst seinen Nachnamen französisch aussprach. Ein Vorfahr der Familie, Jan Mulier, hatte im 16. Jahrhundert an der Seite von Louis I. de Bourbon, prince de Condé, in den Hugenottenkriegen gekämpft.
Bis Pim Mulier zwei Jahre alt war, lebte die Familie in dessen Geburtsort Witmarsum in dem Dienstsitz des Vaters Aylva State, dann zog sie nach Haarlem, nachdem der Vater Tjepke Mulier bei einer Bürgermeisterwahl unterlegen war. Tjepke Mulier und seine Frau Rolinda bekamen fünf Kinder, von denen zwei als Säuglinge starben. Pim Mulier war das jüngste Kind und der „Nachkömmling“.
Tjepke Mulier gründete für Haarlem und Umgebung den Vereniging IJsclub. Seinen Sohn Pim stellte er mit vier Jahren auf das Eis, um gemeinsam mit seinem älteren Bruder Pieter und einem Hausknecht Eisschnelllauf zu trainieren. Alle drei Mulier-Kinder betätigten sich auch als Zeichner und besuchten Kunstschulen, die Schwester Elinda war später eine angesehene Künstlerin und hatte ein eigenes Atelier.
Nach dem Abschluss der Primarstufe in der Schule wurde Pim Mulier nach England geschickt, um in Ramsgate ein College zu besuchen. Später absolvierte er eine Handelsschule in Lübeck und reiste im Auftrag eines Pflanzenzwiebelzüchters und dann eines Holzhandels nach Russland und Skandinavien. In dieser Zeit erlernte er mehrere Sprachen, wovon er als Sportfunktionär später profitierte.
In England hatte Pim Mulier ersten Kontakt mit Fußball. Im Alter von 14 Jahren gehörte er zu den Mitbegründern des bis heute bestehenden und ältesten Fußballclubs der Niederlande, des Koninklijke HFC. Er selbst ging zum Bürgermeister und handelte ihm die Erlaubnis ab, ein Feld als „worstelstrijdperk voor Pim Mulier en zijn kornuiten“ („als Kampfarena für Pim Mulier und seine Kumpane“) nutzen zu dürfen. Anfangs wurde Rugby gespielt, ab 1883 vor allem Fußball. Mulier wurde „wie selbstverständlich“ der Anführer des Vereins, und seine Mitstreiter nannten ihn meneer Mulier. 1894 und 1895 spielte er zweimal für die niederländische Fußballnationalmannschaft. Am 10. April 1894 erzielte er bei einem Freundschaftsspiel gegen ein Maidstone FC genanntes zusammengewürfeltes Team das erste Tor für die Elftal. Neben Fußball und Eisschnelllauf betätigte sich Mulier im Tennis, in der Leichtathletik und im Bandy.
1889 wurde Pim Mulier erster Präsident des Nederlandse Atletiek en Voetbal Bond (NVAB). Als dieser Verband auseinanderfiel und nur noch als Fußballverband weitergeführt wurde, gründete er den Nederlandse Athletiek Bond (NAB). Er führte Bandy in den Niederlanden ein und war an der Gründung der Internationalen Eislaufunion beteiligt, deren Präsident er von 1892 bis 1895 war. Er war von der Notwendigkeit umfassender Sportorganisationen überzeugt, damit Regeln vereinheitlicht und nationale sowie internationale Wettkämpfe möglich wurden.
Ab 1891 war Mulier einige Jahre lang Präsident des Nederlandsche Cricketbond. Auch während seiner Zeit in Niederländisch-Indien war Mulier als Sportfunktionär engagiert: So begründete er unter anderem kurz nach seiner Ankunft mit zwei niederländischen Plantagenmitarbeitern den Fußballverein Sportclub Sumatra’s Oostkust. Dieser Verein war, entgegen den üblichen Gepflogenheiten in der Kolonie, multikulturell.
Als 1907 der Nederlandse Bond voor Lichamelijke Opvoeding (eine Breitensportorganisation vor allem für Wandern) gegründet wurde, wurde Pim Mulier als Vertreter des Sports berufen. Mulier initiierte zwei Sportveranstaltungen, die bis heute die größten und populärsten der Niederlande sind: die Elfstedentocht (Eisschnelllauf) und die Volkswanderung Nijmegenmarsch. 1890 absolvierte Mulier selbst die Tocht, eine friesische Wintertradition, in einer Zeit von 12 Stunden und fünf Minuten, die lange Zeit als Rekord galt, 1909 wurde sie erstmals auf seine Initiative organisiert veranstaltet. 1917 startete er im Alter von 51 Jahren ein weiteres Mal bei der Elfstedentocht. Die niederländische Zeitung de Volkskrant schrieb über den umtriebigen Sportpionier: „Zitvlees heeft de energieke Mulier nooit gekweekt.“ („Sitzfleisch ist dem energischen Mulier niemals gewachsen.“)

### Arbeit als Journalist und Privates
1889 gründete Pim Mulier die Zeitung het Sportblad, die von 30 Sportverbänden getragen wurde, und wurde deren Chefredakteur.
Er veröffentlichte die Bücher Wintersport (1893), Athletiek en Voetbal (1894) und Cricket (1897). Von 1890 bis 1899 beschäftigte sich Mulier zudem mit einer gesetzlichen Neuordnung der Süßwasserfischerei und legte seine Aufzeichnungen dem Generaldirektor für Landwirtschaft, Cornelis Jacob Sickesz, vor, der Muliers Überlegungen in ein neues Gesetz fließen ließ. Zudem publizierte er das Buch Vischkweekerij en instandhouding van den vischstand.
1899 ging Mulier für fünf Jahre nach Niederländisch-Indien, wo er als Chefredakteur des Deli Courant arbeitete. Als Kolumnist Flaneur engagierte er sich gegen die „absolute Abhängigkeit der verheirateten Frau“. Er befand es als „unsinnig“, dass „weibliche Menschen“ in Rechtsdingen weniger Rechte hatten als Männer. Auch plädierte er für das Frauenwahlrecht und bewunderte die Frauenrechtlerinnen Aletta Jacobs und Cornélie Huygens. Einer seiner engsten Freunde war der Schriftsteller Arij Prins, ein ebenso begeisterter Sportler wie Mulier.
Muliers Weggang aus den Niederlanden waren Familienstreitigkeiten vorausgegangen: Zunächst hatte seine inzwischen verwitwete Mutter seine Ehe, die er 1895 eingegangen war, als „Mesalliance“ abgelehnt: Seine Frau Cornelia Constance, geboren von Duin, war ein ehemaliges Dienstmädchen. Da Bruder Pieter Mulier ein „frivoles“ Leben als lediger Lebemann führte, fürchtete Eldina Mulier, dass die Familientradition von einträglichen Eheschließungen nicht fortgeführt werde. Sie starb 1898, und anschließend kam es zu einem Zerwürfnis zwischen Pim Mulier und seiner Schwester; Grund könnten Erbstreitigkeiten gewesen sein. Muliers Ehe wurde nach rund 25 Jahren geschieden; einer der Gründe für das Scheitern war die Kinderlosigkeit. Mulier heiratete in zweiter Ehe seine Großnichte Maria Louise Haitsma Mulier, aber auch diese Ehe blieb ohne Kinder.
Unter dem Pseudonym Pim Pernel schrieb Mulier Reiseberichte, Literatur und Kolumnen für Zeitungen wie das Algemeen Handelsblad und Het Vaderland. Er illustrierte seine Artikel und Bücher mit eigenen Zeichnungen.
In seinem Haus in Den Haag legte Pim Mulier einen beeindruckenden botanischen Garten an, den selbst Studenten von der Universität Wageningen zur Anschauung besuchten. Er war ein Sammler von antikem Glas und hinterließ seine umfangreiche Sammlung dem Haags Gemeente Museum. Er starb 1954 im Alter von 89 Jahren.

## Ehrungen

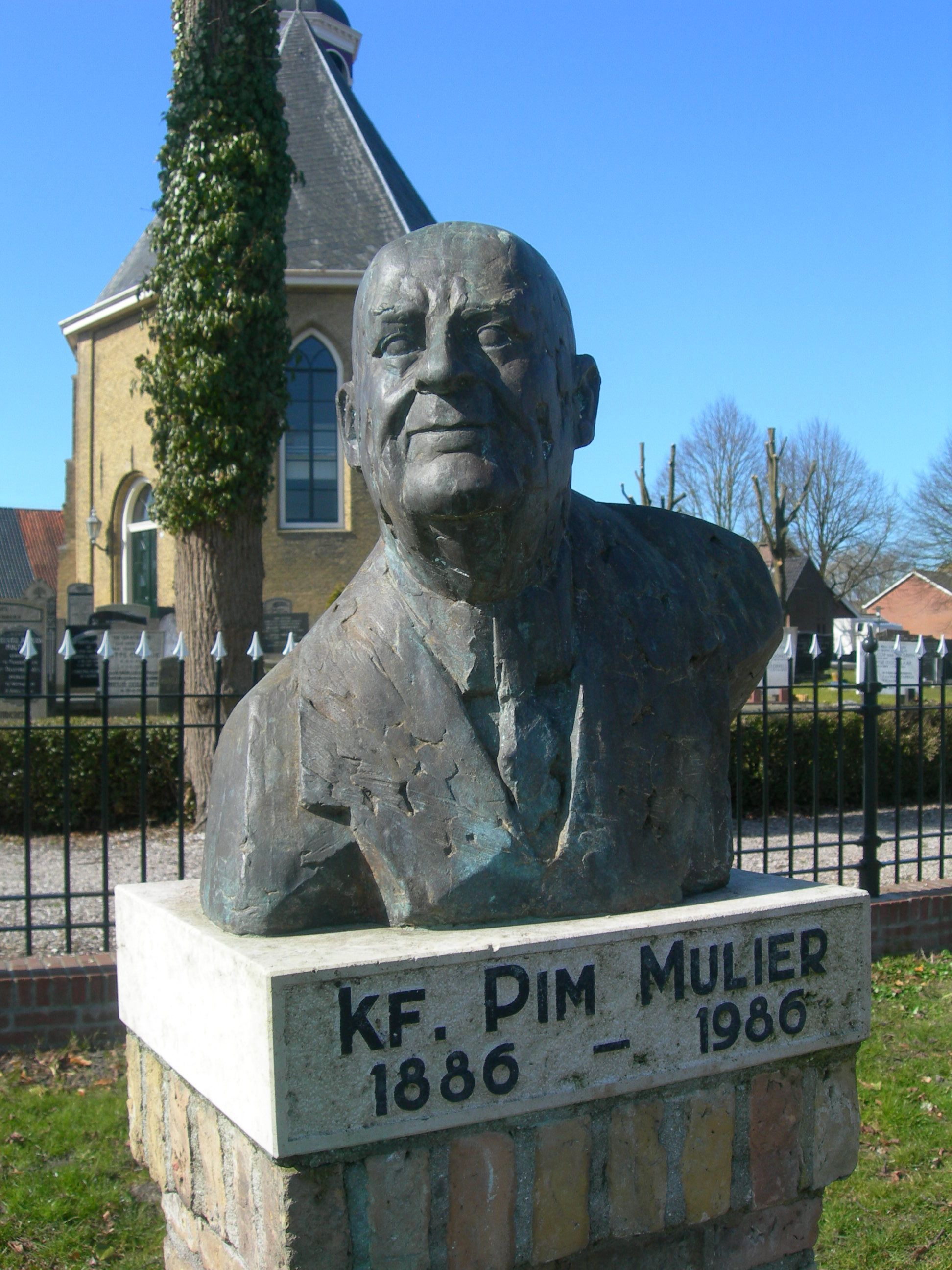
Büste von Mulier vor der Kirche von Witmarsum (Die Zahlen beziehen sich nicht auf seine Lebensdaten, sondern auf das Bestehen des Vereins KF Pim Mulier.)

Für seine Verdienste um den niederländischen Sport wurde Mulier 1940 mit dem höchsten zivilen Verdienstorden der Niederlande, dem Orden vom Niederländischen Löwen, ausgezeichnet. Von mehreren Sportverbänden wurde er zum Ehrenpräsidenten ernannt. 1951 erhielt er als Erster die Zilveren Anjers (Silberne Nelke) des Prins Bernhard Cultuurfonds. Zudem wurde er Ehrenbürger der Gemeinde Wûnseradiel, zu der sein Geburtsort Witmarsum gehört, und zum 100-jährigen Bestehen des nach ihm benannten Eisschnelllaufvereins Keatsforiening Pim Mulier wurde eine Büste von ihm vor der Kirche aufgestellt. In den Niederlanden sind Vereine, Sportplätze und weitere Einrichtungen nach ihm benannt, wie etwa in Haarlem ein Stadion, die danebengelegene Straße und die Tennisvereniging Pim Mulier.
2002 wurde in Utrecht das unabhängige, gemeinnützige Mulier Instituut eröffnet, das den Sport aus sozialwissenschaftlicher Sicht untersucht.

## Schriften
als Pim Mulier
- Wintersport (Haarlem, 1893)
- Cricket (Haarlem, 1897)
- Vischkweekerij en instandhouding van den vischstand (Haarlem, 1900)
- Arbeidstoestanden op de Oostkust van Sumatra (Medan, 1903)
- Over de onderwerping en ontwikkeling van Sumatra in verband met eenige vraagstukken van den dag (Amsterdam, 1904)
- Tim. Roman van ’n Hondenleven (Amsterdam, 1931)

als Pim Pernel
- Bokkesprongen (’s-Gravenhage, 1925)
- Zilte verhalen (’s-Gravenhage, 1925)
- Naar het land van Mussolini (’s-Gravenhage, 1926)
- Mitautor und Mitillustrator: Wat niet in Baedeker staat (1931)